# Dugald McInnes
Dugald McInnes (Ballachulish, Highland, Escòcia, 2 de juny de 1877 – Edmonton, Alberta, 11 de setembre de 1929) va ser un tirador escocès de naixement i canadenc d'adopció que va competir a començaments del segle xx.
El 1908 va prendre part en els Jocs Olímpics de Londres, on guanyà una medalla de bronze en la prova de rifle militar per equips. En aquests mateixos Jocs fou setzè en la prova de rifle militar, 1000 iardes.